# Говайнгхат
Говайнгхат (бенг. গোয়াইনঘাট, англ. Gowainghat) — город на северо-востоке Бангладеш, административный центр одноимённого подокруга. Площадь города равна 3,51 км². По данным переписи 2001 года, в городе проживало 4111 человек, из которых мужчины составляли 52,44 %, женщины — соответственно 47,56 %. Плотность населения равнялась 1171 чел. на 1 км². Уровень грамотности населения составлял 22,7 % (при среднем по Бангладеш показателе 43,1 %). 